# France (Name)
France ist sowohl ein Vorname als auch ein französischer, tschechischer oder slowenischer Familienname. Er ist identisch mit der französischen und englischen Schreibweise für Frankreich.

## Herkunft
France kann auf die ethnische Abstammung aus Frankreich verweisen; eine Variante ist Lafrance. In Tschechien ist die Abstammung von dem Wort Franc möglich. In Slowenien ist eine vernakuläre Abstammung von Frančišek (von lateinisch Franziskus) möglich. Hierüber ist die Verwandtschaft mit dem deutschen Franz offensichtlich, die auch bei der Herleitung des amerikanisierten France zutrifft.

## Namensträger des Vornamens
- France Ačko (1904–1974), slowenischer Kirchenmusiker, Organist und Komponist
- France Anglade (1942–2014), französische Schauspielerin
- France Audoul (1894–1977), französische Malerin und Widerstandskämpferin der Résistance
- France Bevk (1890–1970), slowenischer Schriftsteller
- France Bloch-Sérazin (1913–1943), französische Widerstandskämpferin der Résistance
- France A. Córdova (* 1947), US-amerikanische Astrophysikerin
- France Daigle (* 1953), kanadische Schriftstellerin und Journalistin
- France Dougnac (1951–2018), französische Schauspielerin
- France Ellegaard (1913–1999), dänische und später finnische Pianistin
- France Gall (1947–2018), französische Pop-, Schlager- und Yéyésängerin
- France Gareau (* 1967), ehemalige kanadische Leichtathletin
- France Gorše (1897–1986), slowenischer Bildhauer
- France Groene (* ≈1941), französische Badmintonspielerin
- France Jamet (* 1961), französische Politikerin
- France Joli (* 1963), kanadische Disco-Sängerin
- France Kermer (* 1945), französische Malerin, Kunstpädagogin und Autorin
- France Kralj (1895–1960), slowenischer Maler, Grafiker und Bildhauer
- France Lambiotte (1939–2023), französische Schauspielerin
- France Mihelič (1907–1998), slowenischer Kunstmaler
- France Nuyen (* 1939), französische Film- und Theaterschauspielerin sowie Psychotherapeutin
- France Popit (1921–2013), jugoslawischer Partisan und Politiker
- France Prešeren (1800–1849), slowenischer Dichter
- France Rakotondrainibe (* 1944), französische Botanikerin
- France-Albert René (1935–2019), von 1977 bis 2004 Präsident der Seychellen
- France Rotar (1933–2001), slowenischer Bildhauer.
- France Rumilly (* 1939), französische Schauspielerin
- France Staub (1920–2005), Ornithologe, Herpetologe, Botaniker und Naturschützer
- France Štiglic (1919–1993), jugoslawischer Filmregisseur
- France Tomšič (1937–2010), slowenischer Gewerkschafter und Politiker
- France Winddance Twine (* 1960), US-amerikanische Soziologin

## Namensträger des Nachnamens France oder Francé
- Alfredo France (1895–1938), chilenischer Fußballspieler
- Anatole France (1844–1924), französischer Schriftsteller
- Annie Francé-Harrar (1886–1971), österreichische Schriftstellerin und Naturforscherin
- Bill France senior (1909–1992), US-amerikanischer Rennsportfunktionär
- Bill France junior (1933–2007), US-amerikanischer Rennsportfunktionär
- Brian France (* 1962), US-amerikanischer Rennsportfunktionär
- Cécile de France (* 1975), belgische Schauspielerin
- Charles Engell France (1946–2005), US-amerikanischer Choreograf
- David France (* 1959), US-amerikanischer Journalist und Filmemacher
- Derek France (* um 1970), Generalleutnant der US Air Force
- Gary France (Fußballspieler) (* 1946), englischer Fußballspieler
- Gary France (Perkussionist), amerikanisch-australischer Perkussionist
- Hector France (1837–1908), französischer Schriftsteller
- Henri de France, duc de Reims (1121–1175), französischer Geistlicher
- Henri de France (1911–1986), französischer Ingenieur
- James France (1930–2020), britisch-dänischer Geschäftsmann, Historiker und Autor
- Joseph de Francé (auch Josef de Francé; 1691–1761), französischer Numismatiker
- Joseph Irwin France (1873–1939), US-amerikanischer Politiker
- Madeleine de France (1443–1495), französische Prinzessin und Regentin des Königreichs Navarra
- Martin France (1964–2024), britischer Schlagzeuger
- Michael France (1962–2013), US-amerikanischer Drehbuchautor
- Michel Mendès France (1936–2018), französischer Mathematiker
- Nic France (* 1956), britischer Schlagzeuger
- Pierre Mendès France (1907–1982), französischer Politiker
- Raoul Heinrich Francé (1874–1943), österreich-ungarischer Botaniker, Mikrobiologe und Naturphilosoph
- Richard France (* 1938), US-amerikanischer Schauspieler
- Robbie France (1959–2012), britischer Schlagzeuger
- Ryan France (* 1980), englischer Fußballspieler
- Todd France (* 1980), US-amerikanischer American-Football-Spieler